# Desmos wardianus
Desmos wardianus är en kirimojaväxtart som först beskrevs av Frederick Manson Bailey, och fick sitt nu gällande namn av L.W. Jessup. Desmos wardianus ingår i släktet Desmos och familjen kirimojaväxter. Inga underarter finns listade i Catalogue of Life.